# 亨氏高䲁
亨氏高䲁（學名：Hypsoblennius hentz），為輻鰭魚綱鳚形目䲁科高䲁屬的一種，分布於西大西洋美國紐澤西州至德克薩斯州海域，本魚體延長形，稍側扁，頭鈍短，頭頂無冠膜，雌魚眼上的捲雲短而分枝，雄魚眼上的捲雲長而帶狀並有邊緣，頸背無觸角，鼻孔有短捲毛，上唇前方不自由，與吻部相連，下巴兩側各有4個毛孔，牙齒尖端鈍而扁平，單排，不能移動，兩頜上均無犬齒，體上面是棕色，下面較淺；身體上有許多不規則的深棕色斑點，常形成不規則的條紋；頭部和頸背有密集的深色斑點，下部有2-3個V形條紋，眼睛後方和下方有一個大的深色C形斑點，背鰭前部、鰭中部、以第二脊柱為中心處有一個黑斑，雄魚的黑斑中心呈藍色，背鰭硬棘11-13枚、背鰭軟條13-16枚、臀鰭硬棘2枚，體長可達10公分，棲息在沿海牡蠣生長的岩石海岸，雌魚產附著性卵，雄魚有護卵行為，生活習性不明。